# Almeda Abazi
Almeda Abazi Sayışman (* 13. Februar 1992 in Tirana) ist albanisches Model und Schauspielerin.

## Leben
Sayışman wurde 2008 zur Miss Globe gewählt. Nach dem Abschluss des Privatgymnasiums İstanbul Özel Tarhan Koleji studierte sie an der Kunstfakultät der İstanbul Aydın Üniversitesi Schauspielkunst. Ab 2012 studierte sie am Staatskonservatorium in Istanbul.
Sie spielte in den türkischen Filmen Konak und Show Business mit und wirkte in der Fernsehserie Ayrılık des Türkischen Rundfunks mit. Auch an der Sendung Survivor Ünlüler – Gönüllüler ist sie beteiligt. Sie ist seit 2017 mit dem türkischen Schauspieler Tolgahan Sayışman verheiratet und hat zwei Kinder, einen Sohn und eine Tochter.

## Titel in Schönheitswettbewerben
| Jahr | Preis                                                        |
| ---- | ------------------------------------------------------------ |
| 2007 | Miss Tirana                                                  |
| 2008 | Miss Shqipëria (nationaler albanischer Schönheitswettbewerb) |
| 2008 | Miss Globe                                                   |

## Filmographie
- 2011: Yok Böyle Dans (türkische Version der englischen Show Dancing with the Stars)
- Ayrılık (Fernsehserie, TRT)
- Survivor Ünlüler-Gönüllüler(Survivor celebrities-volunteers)
- 2014–2017: Para Bende[4]
- 2015: Survivor All Star[5]